# Allophroides acutatus
Allophroides acutatus är en stekelart som beskrevs av Andrey Ivanovich Khalaim 2007. Allophroides acutatus ingår i släktet Allophroides och familjen brokparasitsteklar. Inga underarter finns listade i Catalogue of Life.